# Recobriment epoxi unit per fusió
El recobriment epoxi de fusió, també conegut com a recobriment en pols d'epoxi de fusió i comunament conegut com a recobriment FBE, és un recobriment en pols basat en epoxi que s'utilitza àmpliament per protegir la canonada d'acer que s'utilitza en la construcció de canonades de la corrosió. També s'utilitza habitualment per protegir barres de reforç (encara que s'ha eliminat gradualment a partir de 2005) i en una gran varietat de connexions de canonades, vàlvules, etc. Els recobriments FBE són recobriments de polímer termoestables. Entren dins la categoria de recobriments protectors en pintures i nomenclatura de recobriments. El nom d'epoxi d'enllaç de fusió es deu a la renúncia de l'enllaç creuat i al mètode d'aplicació, que és diferent d'una pintura convencional. El 2020, la mida del mercat es va cotitzar en 12.000 milions de dòlars.
La resina i els components de l'enduridor de l'estoc FBE de pols seca romanen sense reaccionar en condicions d'emmagatzematge normals. A temperatures típiques d'aplicació de recobriment, normalment entre 180 a 250 °C (356 a 482 °F), el contingut de la pols es fon i es transforma a una forma líquida. La pel·lícula FBE líquida mulla i flueix a la superfície d'acer sobre la qual s'aplica, i aviat es converteix en un recobriment sòlid per reticulació química, assistida per la calor. Aquest procés es coneix com a "enllaç de fusió". La reacció de reticulació química que té lloc en aquest cas és irreversible. Un cop realitzat el curat, el recobriment no es pot tornar a la seva forma original per cap mitjà. L'aplicació d'un escalfament addicional no "fondrà" el recobriment i, per tant, es coneix com a recobriment " termoestabl ".

## Història
Des de la seva introducció com a recobriment protector a principis dels anys 60, les formulacions de recobriment FBE havien passat per grans millores i desenvolupaments. Actualment, hi ha disponibles diversos tipus de recobriments FBE, fets a mida per satisfer diversos requisits. Els FBE estan disponibles com a recobriments autònoms i com a part en capes múltiples. Els recobriments FBE amb diferents propietats estan disponibles per adaptar-se a l'aplicació de recobriment al cos principal de canonades, superfícies internes, soldadures de circumferència i accessoris.

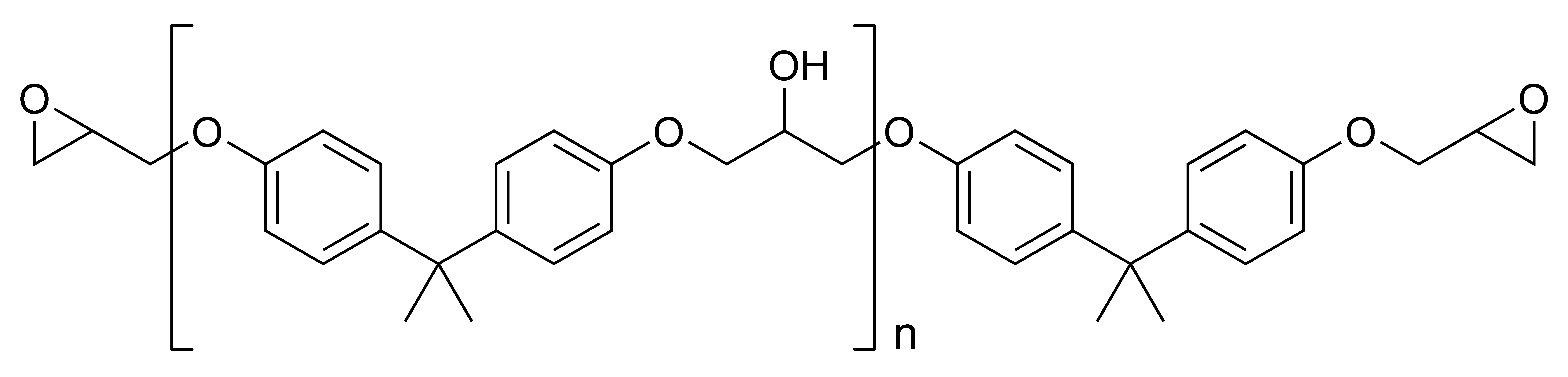
Estructura del prepolímer epoxi de tipus Bis fenol A sense modificar. n indica el nombre de subunitats polimeritzades i està en el rang de 0 a aproximadament 25

### Química dels recobriments FBE
Els components essencials d'un recobriment en pols són:
1. Resina.
2. Enduridor o agent de curat.
3. Farciments i extensors.
4. Pigments de color.

La part de resina i enduridor junts es coneix com a "Binder". Com el seu nom indica, en els recobriments epoxi units per fusió la part de resina és una resina de tipus "epoxi". L'estructura " Epoxi " o "Oxirane" conté un anell cíclic de tres membres, un àtom d'oxigen connectat a dos àtoms de carboni, a la molècula de resina. Aquesta part és el grup més reactiu de les resines epoxi. Les resines FBE més utilitzades són els derivats del bisfenol A i l'epiclorhidrina. Tanmateix, altres tipus de resines (per exemple, el tipus bisfenol F) també s'utilitzen habitualment en les formulacions de FBE per aconseguir diverses propietats, combinacions o addicions. Les resines també estan disponibles en diverses longituds moleculars, per proporcionar propietats úniques al recobriment final.
La segona part més important dels recobriments FBE és l'agent de curat o enduridor. Els agents de curació reaccionen amb l'anell epoxi o amb els grups hidroxil, al llarg de la cadena molecular epoxi. Diversos tipus d'agents de curació, utilitzats en la fabricació de FBE, inclouen diciandiamida, amines aromàtiques, diamines alifàtiques i anhídrids d'àcids orgànics. L'agent de curat seleccionat determina la naturalesa del producte final de FBE: la seva densitat de reticulació, resistència química, fragilitat, flexibilitat, etc. La proporció de resines epoxi i agents de curat en una formulació està determinada pels seus pesos equivalents relatius.
A més d'aquests dos components principals, els recobriments FBE inclouen farcits, pigments, extensors i diversos additius, per proporcionar les propietats desitjades. Aquests components controlen característiques com ara la permeabilitat, la duresa, el color, el gruix, la resistència a la gubia, etc. Tots aquests components són normalment sòlids secs, tot i que es poden utilitzar petites quantitats d'additius líquids en algunes formulacions de FBE. Si s'utilitzen, aquests components líquids es ruixen a la barreja de formulació durant la premescla durant el procés de fabricació.

### Procés de fabricació de pols FBE
Les parts essencials d'una planta de fabricació de recobriments en pols són:
1. estació de ponderació,
2. estació de pre-mescla,
3. una extrusora, i
4. un classificador o unitat de mòlta.

Els components de la formulació FBE es pesen i es barregen prèviament en mescladors d'alta velocitat. A continuació, la barreja es transfereix a una extrusora d'alta cisalla. Les extrusores FBE incorporen una configuració de cargol únic o doble, girant dins d'un barril de closca fixa. Un interval de temperatures de 50 °C a 100 °C s'utilitza dins del barril de l'extrusora. Aquesta configuració comprimeix la barreja FBE, mentre l'escalfa i la fon fins a una forma semilíquida. Durant aquest procés, els ingredients de la mescla fosa es dispersen a fons. A causa del funcionament ràpid de l'extrusora i la temperatura relativament baixa dins del barril, els components epoxi i enduridor no patiran una reacció química significativa. L'extrudat fos després passa entre corrons freds i es converteix en una làmina sòlida i trencadissa. Després es mou a un "Kibbler", que el talla en fitxes més petites. Aquestes fitxes es trituren, utilitzant trituradores d'alta velocitat (classificadors) a una mida de partícula inferior a 150 micròmetres (les especificacions estàndard requereixen un pas del 100% en tamisos de 250 micròmetres i un màxim de 3% de retenció en tamís de 150 micròmetres). El producte final s'envasa en envasos tancats, amb especial cura per evitar la contaminació per humitat. Les temperatures d'emmagatzematge normals dels recobriments en pols FBE són inferiors a 25 °C (77 °F) en magatzems climatitzats.

### Procés d'aplicació de recobriment FBE
Independentment de la forma i el tipus de superfície d'acer a recobrir, l'aplicació de recobriment en pols FBE té tres etapes essencials:
1. la superfície d'acer es neteja a fons,
2. la part metàl·lica neta s'escalfa a la temperatura d'aplicació de pols FBE recomanada i
3. l'etapa d'aplicació i curat.

L'avantatge de la canonada i la barra d'armadura és que la seva forma rodona permet una aplicació lineal contínua sobre la superfície exterior, mentre que les peces es mouen en una cinta transportadora a través de la cabina d'aplicació de pols, assegurant un alt rendiment. En accessoris, etc., el recobriment s'aplica mitjançant pistoles de polvorització manuals. Un altre mètode d'aplicació és el procés "fluid-dip", en el qual els components escalfats es submergeixen en un llit de pols fluiditzat (vegeu més avall).